# Brøndbyvesters sogn
Brøndbyvesters sogn (danska: Brøndbyvester Sogn) är en församling i Glostrups kontrakt (provsti) i Helsingörs stift i Danmark. Församlingen ligger i Brøndby kommun i Region Hovedstaden. Den hörde före kommunreformen 2007 till Brøndby kommun i Köpenhamns amt, och före kommunreformen 1970 till Smørums härad i Köpenhamns amt.
Den 1 januari 2012 hade församlingen 8 522 invånare, varav 6 778 (79,54 procent) var medlemmar i Danska folkkyrkan.

## Kyrkobyggnader
- Brøndbyvesters kyrka